# Изола деле Фемине
Изола деле Фемине (итал. Isola delle Femmine) је насеље у Италији у округу Палермо, региону Сицилија.
Према процени из 2011. у насељу је живело 7100 становника. Насеље се налази на надморској висини од 19 м.

## Становништво
| 1931. | 1936. | 1951. | 1961. | 1971. | 1981. | 1991. | 2001. | 2011. |
| ----- | ----- | ----- | ----- | ----- | ----- | ----- | ----- | ----- |
| 1.350 | 1.386 | 1.770 | 2.318 | 2.568 | 3.471 | 4.697 | 6.208 | 7.100 |